# Travessuras da Menina Má
Travessuras da menina má (em espanhol, Travesuras de la niña mala) é uma obra de ficção,  levemente  autobiográfica, do escritor peruano Mario Vargas Llosa, Prêmio Nobel de Literatura de 2010. O livro, publicado em 2006,  narra uma história de amor repleta de referências a acontecimentos que marcaram o mundo durante a segunda metade do século XX.
Trata-se de um romance nada convencional entre Ricardo Somocurcio - um pacato peruano que, realizando um sonho de infância, vai morar em Paris - e Lily  (ou Otília), a chamada "menina má" - uma garota ousada que ele conhecera na efervescente década de 1950, em Lima, sua cidade natal.
Eis que Ricardo ("Ricardito", "coisinha  à toa"  ou "o  menino bom", como é chamado frequentemente no livro) consegue um emprego de tradutor da Unesco, na França; por essa razão, viaja esporadicamente pela Europa e pelo mundo.
Ele consegue se estabelecer (com algumas dificuldades) no sótão de um hotel na rue Saint-Sulpice (Paris), e leva uma vida tranquila até que o destino o faz reencontrar o seu antigo amor de adolescente - Lily,  a "menina má", uma figura do seu passado peruano já quase esquecida.
Inconformista, aventureira e pragmática, a menina má aparece e desaparece da vida de Ricardito com frequência, sempre deixando lembranças oníricas na mente do jovem tradutor da Unesco. Isso faz com que ele se apaixone cada vez mais por ela, e, enquanto o romance dos dois se desenrola ao longo do livro (a menina má sempre com uma postura indiferente em relação ao amor), o leitor viaja por lugares famosos do mundo: a Paris revolucionária dos anos 60; a Londres do amor livre dos anos 70; a Tóquio dos grandes mafiosos; a Madri da transição política dos anos 80.